# لونگا (مولداوی)

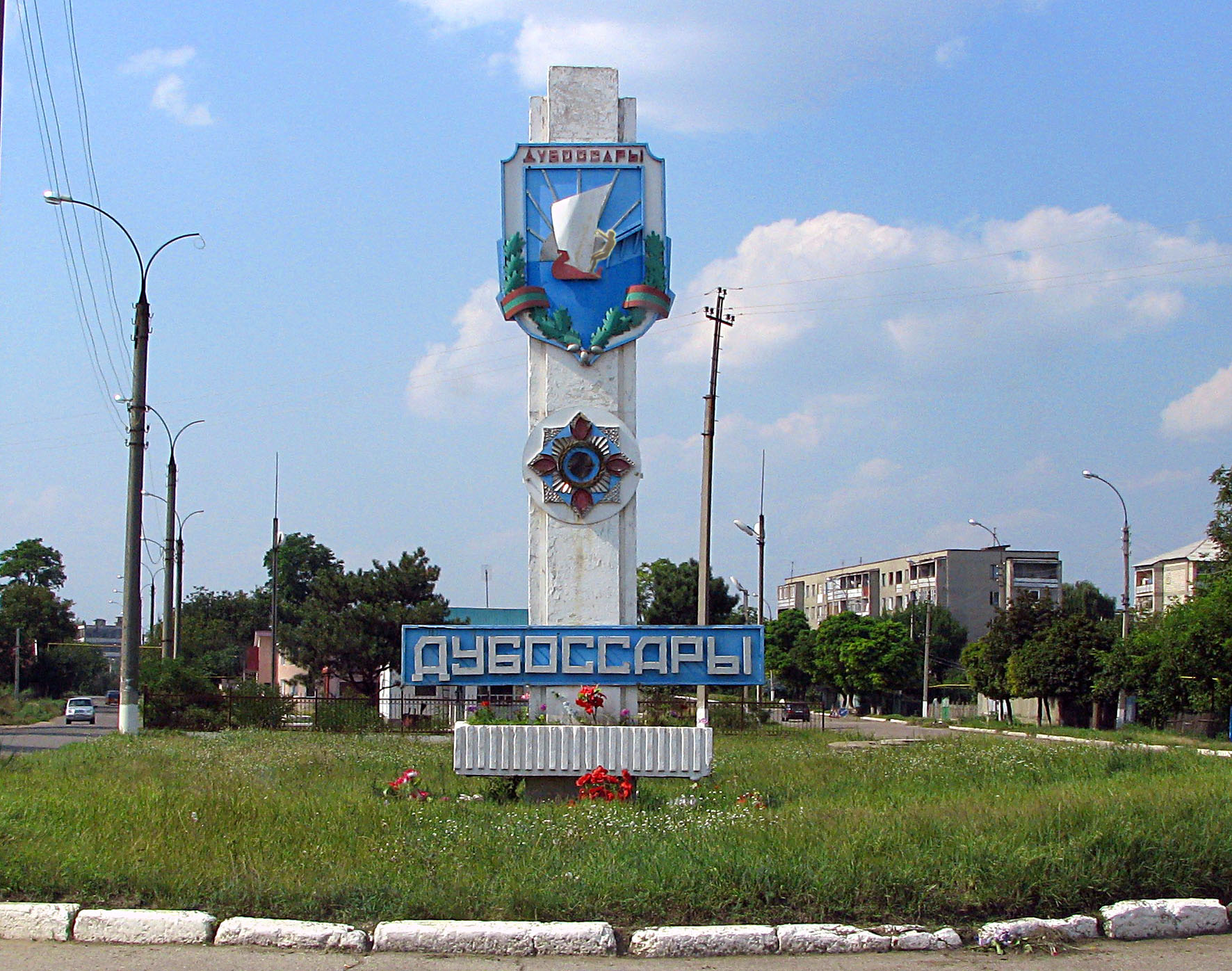
Дубоссары герб города

لونگا (به لاتین: Lunga) یک منطقهٔ مسکونی در مولداوی است که در واحدهای اداری-سرزمینی کرانه چپ دنیستر واقع شده‌است. لونگا ۲۶ متر بالاتر از سطح دریا واقع شده‌است.